# Отречение Вильгельма II

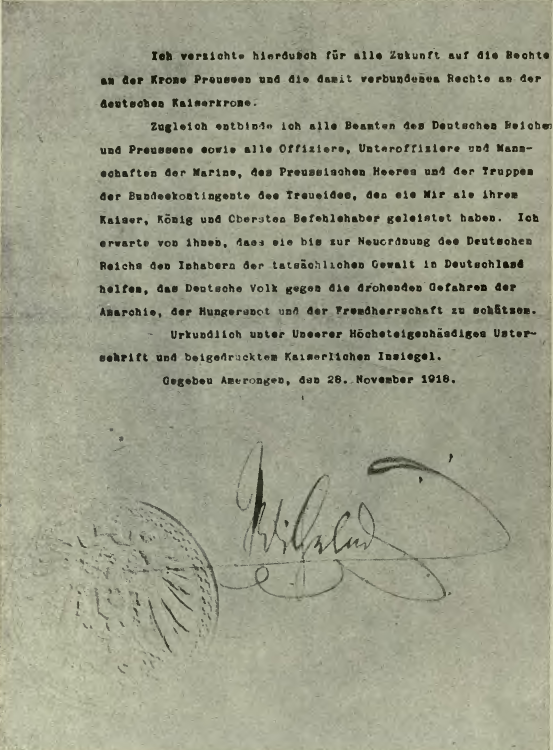
Письмо об отречении от Вильгельма II, подписанное 28 ноября 1918 г.

Отречение кайзера Вильгельма II от престола (нем. Abdankung Wilhelms II.) — отречение от престолов германского императора и короля Пруссии Вильгельма II 9 ноября 1918 года. 29 октября Вильгельм отправился из Берлина в Генеральный штаб в Бельгию в город Спа: он хотел уйти от давления. 9 ноября 1918 года рейхсканцлер принц Максимилиан Баденский в ходе Ноябрьской революции объявил об отречении императора, не предупредив того об этом и не сообщив ему об этом. В результате Вильгельм при вынужденных обстоятельствах бежал в Нидерланды и попросил политического убежища у Вильгельмины.

## Переговоры об отречении
После того, как пошли слухи, что германский фронт вот-вот рухнет, и Рейхстаг потребовал немедленных переговоров о перемирии, кабинет канцлера Гертлинга подал в отставку 30 сентября 1918 года. Гертлинг при поддержке Эриха Людендорфа предложил принцу Максимилиану Баденскому стать его преемником, а Вильгельму II назначить Максимилиана канцлером Германии и министром Пруссии. Когда Максимилиан прибыл в Берлин 1 октября, император Вильгельм убедил его занять этот пост и назначил его 3 октября 1918 года. Сообщение с просьбой о перемирии было опубликовано 4 октября, и, все надеялись, было бы принято президентом Соединённых Штатов Вудро Вильсоном. Предварительным условием начала мирных переговоров было согласие Германии на уход с оккупированных территорий, а также из Эльзаса-Лотарингии и территории Познани. Также предусматривалась выдача немецкого военного флота. После согласия Германии на такие условия война с её стороны утратила всякий смысл. В конце октября Вильсон заявил, что переговоры о перемирии будут зависеть от отречения Вильгельма II. 1 ноября Максимилиан написал всем правящим королям королевств внутри Германии, спрашивая их, одобрят ли они отречение императора. 6 ноября Максимилиан призвал Вильгельма II отречься от престола. Кайзер, уехавший из Берлина в Спа, бельгийскую штаб-квартиру, был готов рассмотреть вопрос об отречении только как император, а не как король Пруссии.
Около 4 ноября стачки моряков разошлись по всем крупным городам страны. К 7 ноября революция захватила все крупные прибрежные города, а также Ганновер, Брауншвейг, Франкфурт-на-Майне и Мюнхен.
7 ноября Максимилиан встретился с лидером Социал-демократической партии Германии Фридрихом Эбертом и обсудил его план поехать в Спа и убедить кайзера отречься от престола. Он рассчитывал заменить его на принца Эйтеля Фридриха Прусского, второго сына Вильгельма, который был регентом. Однако разгар и увеличение влияния Ноябрьской революции в Берлине помешала Максимилиану осуществить свой план. Эберт решил, что для того, чтобы сохранить контроль над социалистическим восстанием, император должен был быстро уйти в отставку и что требуется новое правительство. Когда восставшие массово собрались в Берлине в полдень 9 ноября 1918 года, Максимилиан в одностороннем порядке объявил об отречении, а также об отречении наследного кронпринца Вильгельма. Прокламация, написанная Теодором Левальдом, заместителем государственного секретаря в Имперском министерстве внутренних дел, гласила:
Его Величество Император и король Пруссии принял решение отречься от престола. Имперский канцлер остается на своем посту только до тех пор, пока не будут решены вопросы, связанные с отречением Императора, отречением Его Императорского и Королевского Высочества Наследного принца от престолов Германской империи и Пруссии и учреждением регентства. Он намерен предложить регенту назначить заместителя Эберта имперским канцлером и внести законопроект о выборах путем всеобщего голосования в учредительное национальное собрание Германии, на основании которого будет определена будущая окончательная форма правления немецкого народа, включая население, которое должно пожелать просить о вступлении в Рейх. Берлин, 9 ноября 1918 года. Имперский канцлер, принц Макс фон Баден
Последнее упоминание касалось потенциального воссоединения Австрии с остальной Германией после распада многонациональной Австро-Венгерской империи.

## Отречение и бегство
Несмотря на то, что восстание в Берлине переросло в революцию, Вильгельм не мог принять решение, отречься ли от престола. Он понимал, что, скорее всего, потерял свою императорскую корону, но надеялся сохранить прусское царствование, полагая, что как монарх 2/3 Германии он сможет сыграть определённую роль в любом новом правительстве. В конечном счете это оказалось невозможным. Вильгельм надеялся, что он будет править как император в личном союзе с Пруссией. Однако в соответствии с Конституцией Германская империя представляла собой конфедерацию государств под постоянным председательством Пруссии. Это означало, что императорская корона была связана с прусской короной и от одной короны нельзя было отказаться, не отказавшись от другой.

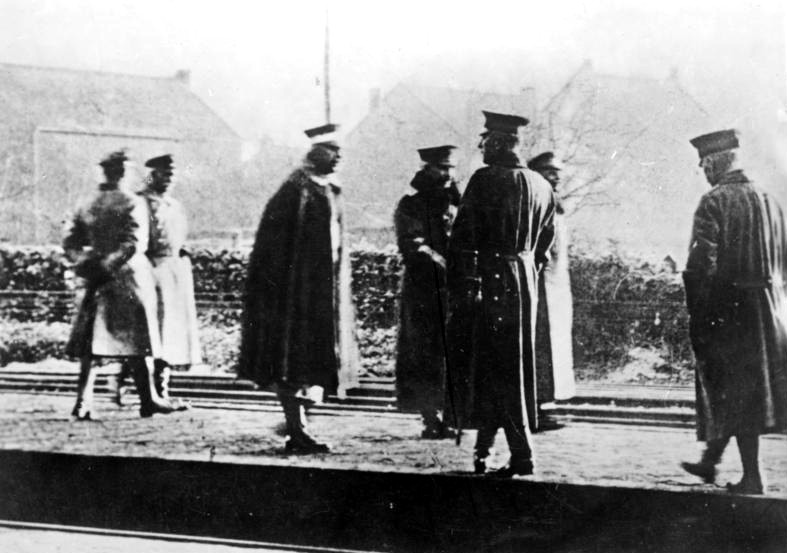
Вильгельм II на бельгийско-голландской границе, 10 ноября 1918 года

В надежде сохранить монархию перед лицом нарастающих революционных волнений, принц Максимилиан объявил об отречении Вильгельма от обеих корон 9 ноября 1918 года. Сам Максимилиан был вынужден уйти в отставку позже в тот же день, когда стало ясно, что только Фридрих Эберт может эффективно осуществлять контроль. Позже в тот же день один из государственных секретарей (министров) Эберта, социал-демократ Филипп Шейдеман, провозгласил Германию демократической республикой. Генерал Вильгельм Грёнер, сменивший Людендорфа, затем сообщил Вильгельму, что армия определённо не будет бороться за то, чтобы удержать его на троне. Командующий армией и пожизненный лоялист Пауль фон Гинденбург счёл своим долгом и с некоторым смущением посоветовать Вильгельму отказаться от короны. Именно тогда Вильгельм наконец согласился на отречение. 10 ноября Вильгельм сел на поезд и отправился в изгнание в Нидерланды, которые оставались нейтральными на протяжении всей войны.
Статья 227 Версальского договора, который был заключён в начале 1919 года, предусматривала преследование Вильгельма «за величайшее преступление против международной морали и человечества». Королева Нидерландов Вильгельмина и правительство Нидерландов, однако, отклонили просьбы союзников о его экстрадиции. Король Георг V написал, что его двоюродный брат был «величайшим преступником в истории», но выступил против предложения премьер-министра Дэвида Ллойд Джорджа «повесить кайзера». Президент США Вудро Вильсон также выступил против экстрадиции, утверждая, что наказание Вильгельма дестабилизирует международный порядок и приведёт к потере мира.

## Заявление об отречении
Вильгельм поселился в Амеронгене, где 28 ноября он выступил с запоздалым заявлением об отречении как от прусского, так и от императорского престолов. Он также освободил своих солдат и чиновников как в Пруссии, так и в империи от присяги верности ему.

## Карикатуры

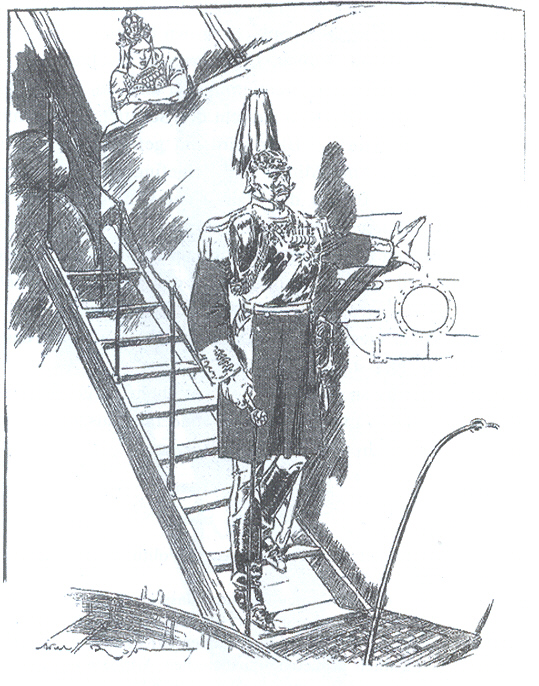
«Пророчество? (Отказ от престола)», фон Уилл Дайсон, 1914

Ещё в 1914 году, через несколько месяцев после начала Первой мировой войны, Daily Herald опубликовала карикатуру «Пророчество?». На ней изображено, как Вильгельм II, изображенный в виде моряка, спускается с корабля. За ним наблюдает женщина, олицетворяющая Германию. В декабре 1918 года, после официального отречения Вильгельма II, американский журнал Life также опубликовал карикатуру Уильяма Х. Уокера «Высадка моряка». На палубе на этот раз за ним наблюдал солдат держав-победительниц. На снимке изображен Вильгельм с Веселым Роджером и цепью с пулей. На шаре написано «Justice» (с англ. — «Справедливость»). Кроме того, в воде видна доска, носящая слово «Oblivion» (с англ. — «забвение»). Оба варианта были адаптацией знаменитой карикатуры Джона Тенниела на отставку Бисмарка, идущего с корабля.